# Жёлтые Копани
Жёлтые Копани — хутор в Староминском районе Краснодарского края.
Входит в состав Староминского сельского поселения.

## География
Имеется железнодорожный остановочный пункт Жёлтые Копани.

### Улицы
- Южная
- Северная

## История
До 1900 года на месте хутора Жёлтые Копани (в 33 км от станицы Староминской) располагалась усадьба пана Давиденко. Первыми, ещё до революции, здесь построили хаты семьи Гагай, Яценко, Шепитько, Клименко и Пыдык. Степан Тимофеевич Гагай имел дом в станице, два хуторских хозяйства, лавку, паровую молотилку, ветряк и мельницу. Крепким было также и хозяйство Платона Григорьевича Яценко.
Потом приехали Пятаки, Луговские, ещё три семьи Гагай — родственники первых. После революции в хуторе насчитывалось уже 15 дворов, а в 1919 году здесь была установлена Советская власть.
Память погибших в Великой Отечественной войне земляков увековечена монументом, который строили дружно всем хутором и открыли в начале 1980-х годов. На памятнике начертаны 70 фамилий погибших хуторян.

## Население
| 2002 | 2010 | 2021 |
| ---- | ---- | ---- |
| 336  | ↘290 | ↘275 |